# Erik Levi
Erik Levi (geboren 1949 in Manchester) ist ein britischer Musikwissenschaftler. 

## Leben

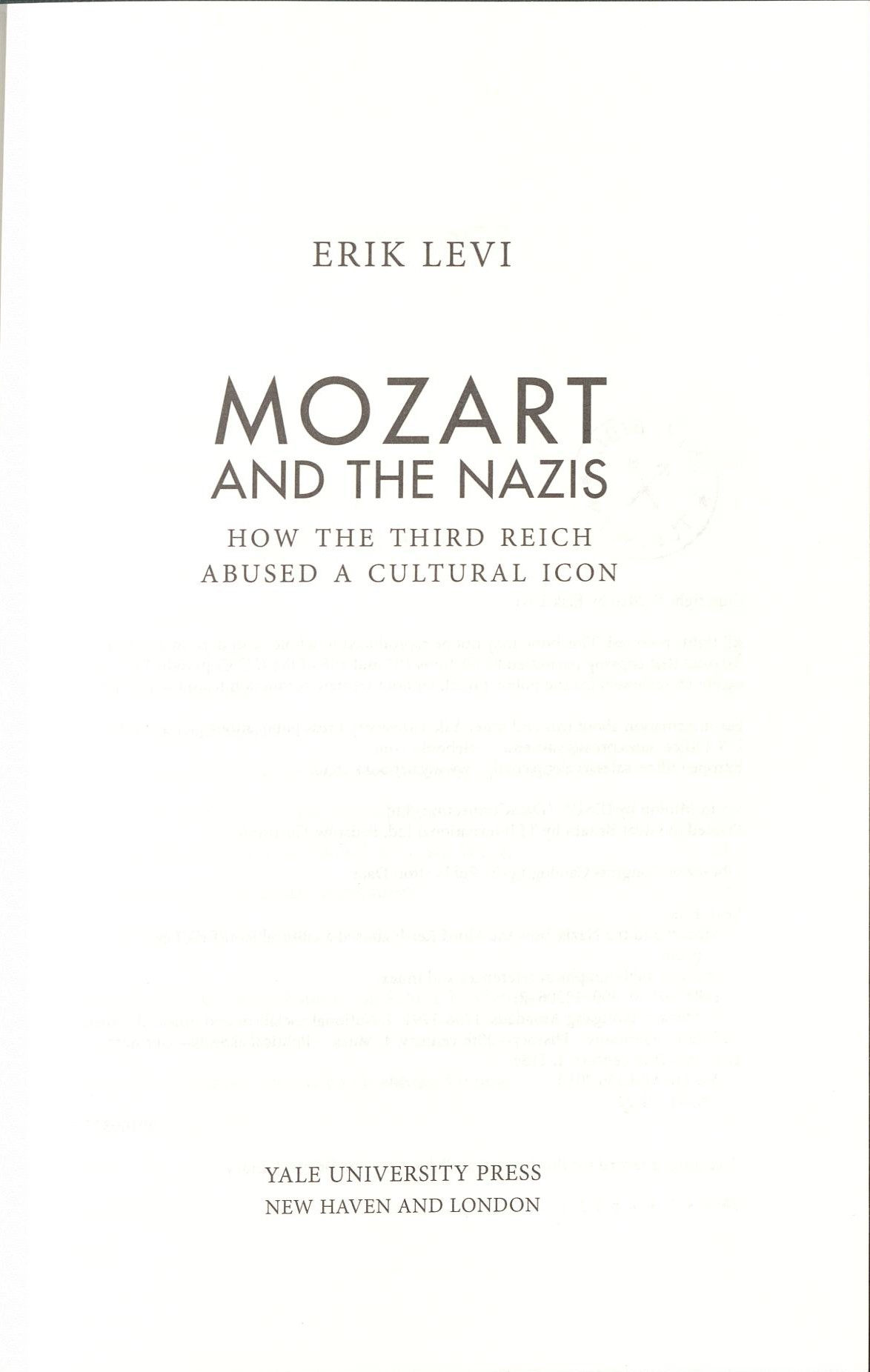
Mozart and the Nazis (2010)

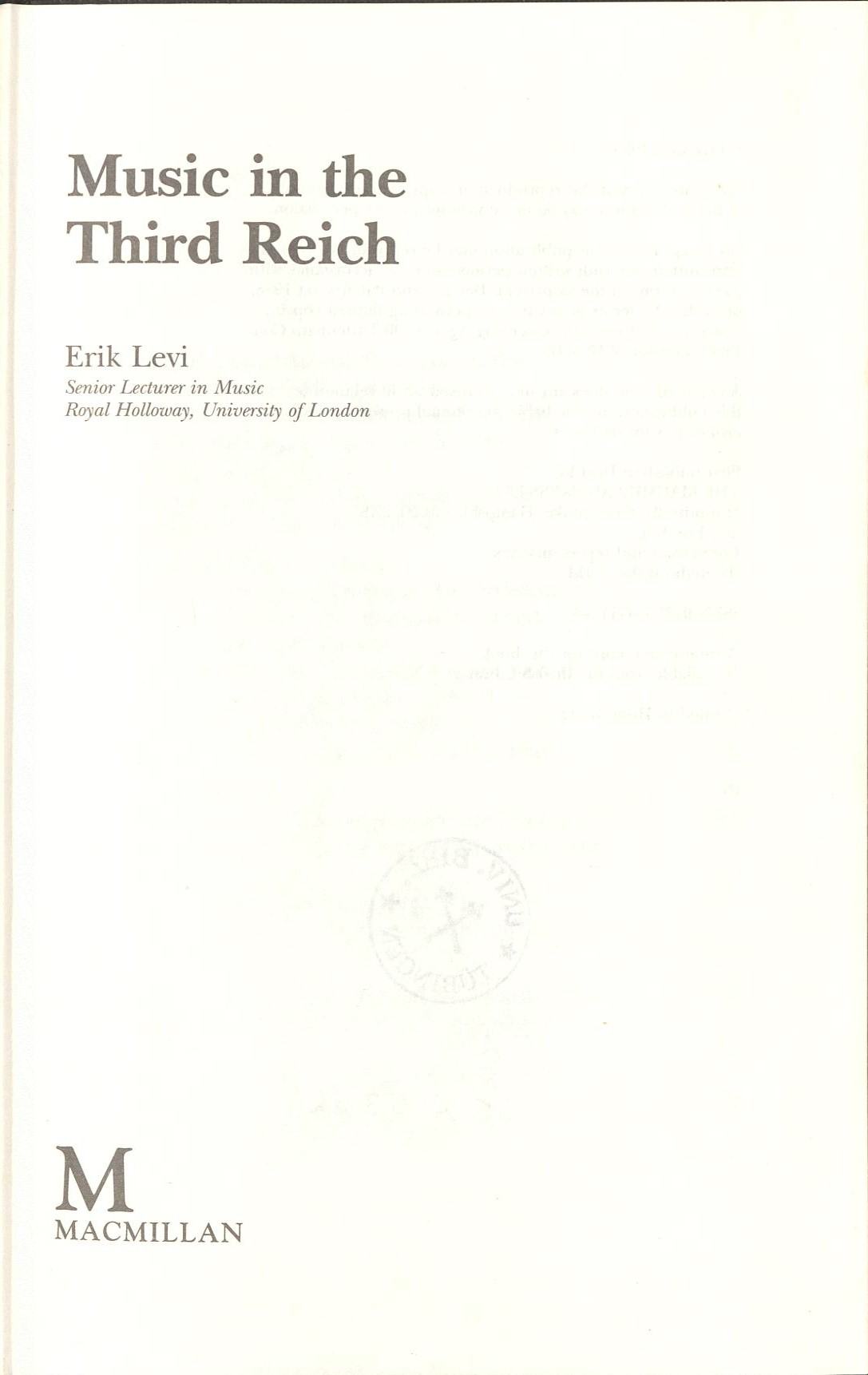
Music in the Third Reich (1994)

Erik Levis Vater floh aus dem nationalsozialistischen Deutschland nach England. Er studierte Musik an der Universität Cambridge, an der Universität York und an der Staatlichen Hochschule für Musik Berlin. Levi war Reader für Musik und Performance am Royal Holloway College London. 2015 wurde er emeritiert. Er gründete und leitete das International Centre for Suppressed Music at Royal Holloway. Levi forschte und publizierte vor allem zur Musik im nationalsozialistischen Deutschland. Er schrieb unter anderem die Bücher Music in the Third Reich (1994) und Mozart and the Nazis (2010). Er organisierte Tagungen über Musik in der Zeit des Nationalsozialismus, in den von Deutschland besetzten Ländern, über Franz Schreker und über Hanns Eisler. Seine Musikkritiken erscheinen im BBC Music Magazine und im Magazin International Piano. 
Levi trat auch als Klavierbegleiter in der Royal Festival Hall, der Wigmore Hall und beim Aldeburgh Festival auf, er wirkte bei mehr als 30 kammermusikalischen Hörfunkproduktionen der BBC3 mit. 
Levi ist mit der Cellistin Jo Levi verheiratet, ihre Kinder sind der Filmmusiker Mica Levi und die Filmemacherin Francesca Ruth Levi.

## Schriften (Auswahl)
- Music in the Third Reich. Basingstoke: Macmillan, 1994
- David Fanning, Erik Levi (Hrsg.): The Routledge Handbook to Music under German Occupation, 1938–1945 : propaganda, myth and reality. New York: Routledge, 2020
- Opera in the Nazi period. In: John London (Hrsg.): Theatre under the Nazis. Manchester University Press, 2000, S. 136–186
- Mozart and the Nazis : how the Third Reich abused a cultural icon. New Haven: Yale Univ. Press, 2010
- (Hrsg.): The impact of Nazism on twentieth-century music. Weimar: Böhlau Verlag, 2014